# Hlorfentermin
Hlorfentermin (Apsedon, Desopimon, Lukofen) je supresant apetita iz fenetilaminske klase. Razvijen je 1962. On je 4-hloro derivat bolje poznatog supresanta apetita fentermina, koji je još uvek u upotrebi.
Hlorfentermin je relativno slab stimulans sa malim potencijalom za zloupotrebu, ali je klasifikovan kao lek plana III u SAD-u zbog njegove sličnosti sa sa drugim supresantima apetita kao što je dietilpropion, koji je bio zloupotrebljavan u znatnoj meri. On se više ne koristi uglavnom zbog bezbednosnih razloga, jer je njegov profil serotonergičkog dejstva sličan sa drugim supresantima apetita koji su povučeni sa tržišta, npr. fenfluramin i aminoreks, za koje je nađeno da uzrokuju pulmonarnu hipertenziju i srčanu fibrozu nakon duže upotrebe.

## Spoljašnje veze
|  | Molimo Vas, obratite pažnju na važno upozorenje u vezi sa temama iz oblasti medicine (zdravlja). |